# Mazda Xedos
O Mazda Xedos foi uma gama de veículos executivos lançada pela Mazda em 1992.